# Bernardo Strozzi
Bernardo Strozzi, detto il Cappuccino o il Prete genovese (Rossiglione, 1581 – Venezia, 2 agosto 1644), è stato un pittore e religioso italiano del Seicento. È considerato uno dei più importanti e prolifici esponenti della pittura barocca italiana.
L'attività del ligure Bernardo Strozzi si inserisce pienamente nella straordinaria vicenda della «pittura genovese nel secolo barocco. (...) In assenza di una grande tradizione locale legata al movimento rinascimentale, (...) il fiorire delle arti figurative si legò» al formidabile sviluppo del collezionismo. La ricchissima oligarchia bancaria genovese andava trasformando palazzi e chiese quali contenitori di preziose opere d'arte. Tra i collezionisti determinanti per l'azione dello Strozzi e in generale per la giovane scuola genovese sono da ricordare Marcantonio Giovanni Doria.
La sua opera si è ispirata inizialmente alla scuola pittorica toscana per risentire, successivamente, delle influenze di artisti lombardi e fiamminghi, sia pure restituite in una matrice comune reinterpretata con personale visione. La sua cifra stilistica è stata caratterizzata inizialmente dall'uso di colori intensi tesi a costituire un elemento strutturale ben definito rispetto alla rappresentazione pittorica.
In La verità pittoresca di Giovanni Battista Volpato, del 1685, viene evidenziata la sua abilità nell'àmbito del cosiddetto pittoresco, assimilabile a quella di artisti come Palma il Giovane e Francesco Maffei.
Nella sua carriera Strozzi operò anche a Venezia - città nella quale morì - e sulla laguna seppe raccogliere le nuove influenze artistiche, derivate prevalentemente dall'opera di Paolo Veronese, in grado di meglio focalizzare l'aspetto di pura scenografia dei lavori che andava realizzando.

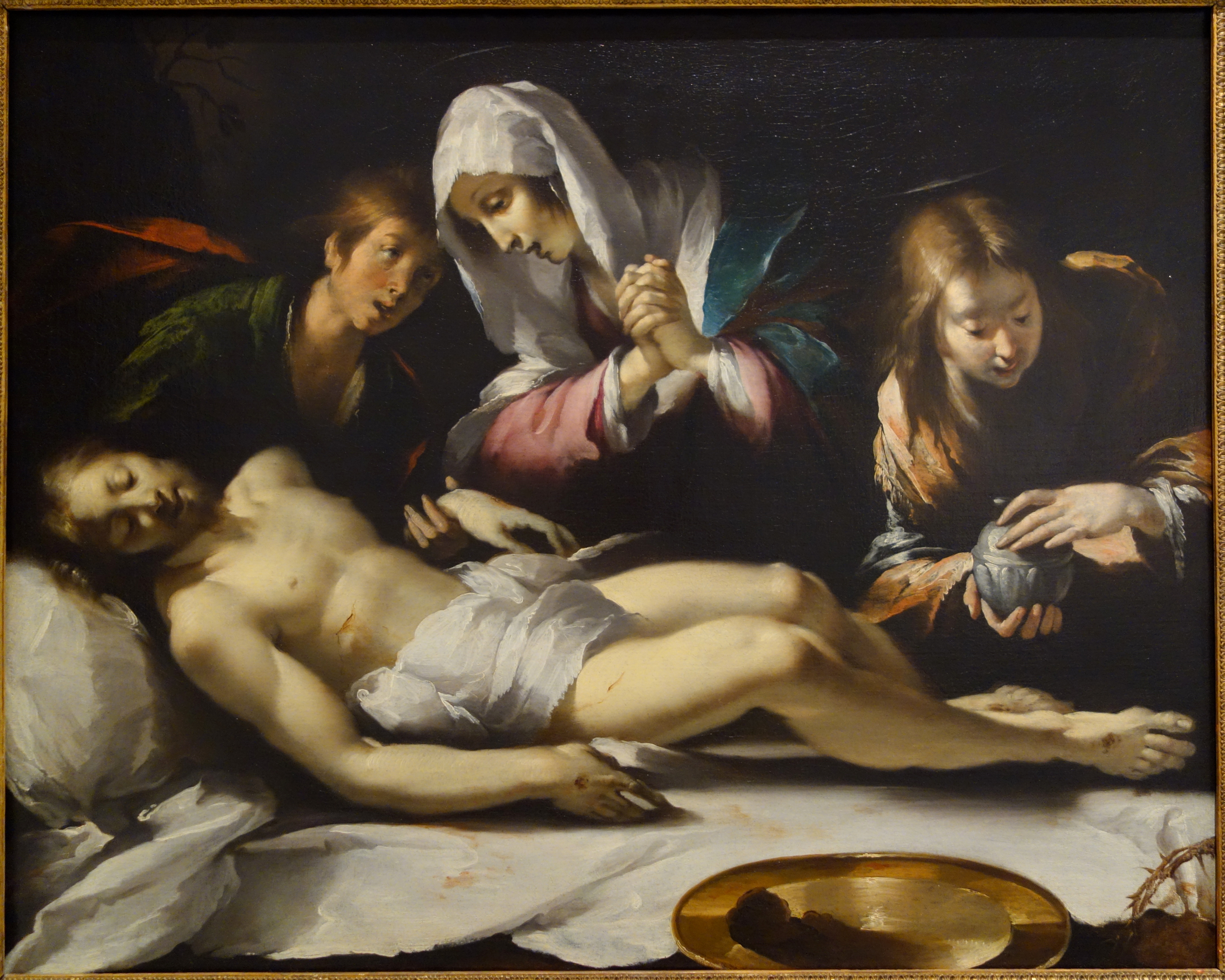
Compianto sul Cristo morto
Accademia ligustica, Genova

## Biografia

### Origini e giovinezza
Non risulta che Strozzi fosse imparentato con l'omonima famiglia fiorentina. Nacque probabilmente a Campo Ligure, paese della Valle Stura, nell'entroterra di Genova, da una famiglia che gli antichi biografi definiscono povera. Infatti era Pizzorno il reale cognome della famiglia d'origine, il padre era di Rossiglione, la madre era appunto di Campo Ligure. Nel paese della filigrana (Campo Ligure), infatti viene ancora conservata una delle prime opere note del pittore, il Martirio di Santa Lucia all'interno della chiesa parrocchiale della Natività di Maria Vergine.Recentemente ulteriori studi ipotizzano che all'interno della stessa chiesa sia nascosto un altro dipinto del Pittore.
Il suo primo maestro fu il modesto manierista genovese Cesare Corte. Successivamente Strozzi si trasferì presso la bottega di Pietro Sorri, pittore senese presente a Genova fra il 1595 e il 1598. Agli inizi della sua carriera si dedicò a piccole opere di devozione privata oggi difficilmente rintracciabili, ancora legate al tardo manierismo.
Nel 1598, all'età di diciassette anni, aderì all'Ordine dei frati minori Cappuccini che poi lasciò nel 1608 alla morte del padre per mantenere la madre con il proprio lavoro di pittore. Gli resterà, come soprannome, quello di il Cappuccino.

### Gli esordi

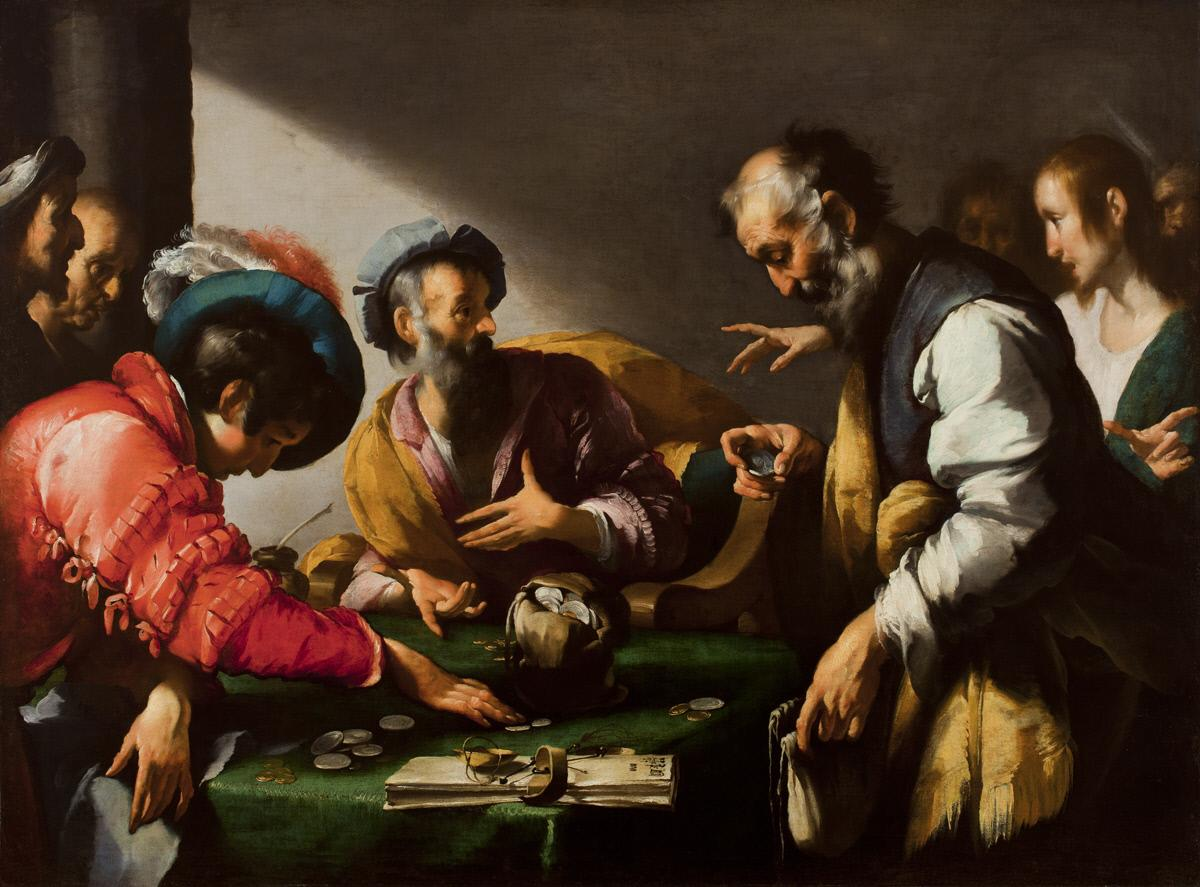
Vocazione di san Matteo
Worcester Art Museum

Una parte notevole del suo corpus artistico ha riguardato soggetti di carattere religioso e a sfondo biblico e le sue prime opere furono influenzate da insegnanti francescani. È il caso dell'Adorazione dei pastori del 1615, oggi conservata a Baltimora nel Walters Art Museum. Il dipinto mostra i colori brillanti, cristallini e delicati tipici del tardo manierismo senese di Ventura Salimbeni e una rappresentazione di immediata lettura in ossequio ai dettami della controriforma che prescrivevano la realizzazione di opere di facile comprensione anche per le classi meno agiate. Le stesse caratteristiche si possono ritrovare nel Compianto sul Cristo morto conservato nell'Accademia Ligustica dipinto negli stessi anni, caratterizzato dal contrasto fra il bianco acceso del lenzuolo e del corpo di Cristo e l'oscurità dello sfondo, dal quale emergono le figure. Fra i principali riferimenti del pittore agli esordi è Federico Barocci, di cui era presente a Genova la celebre Crocefissione nella cattedrale dal 1596, che influenzò Strozzi particolarmente nel colorismo. Fra le prime commissioni pubbliche del Cappuccino sono la Madonna Odigitria di San Maurizio di Monti, la Madonna del Rosario di Borzoli e la tela con lo stesso soggetto di Framura, di stampo ancora manierista, così come la Carità Cristiana di Palazzo Rosso, replica di un dipinto del manierista Cambiaso.

### L'influsso caravaggesco

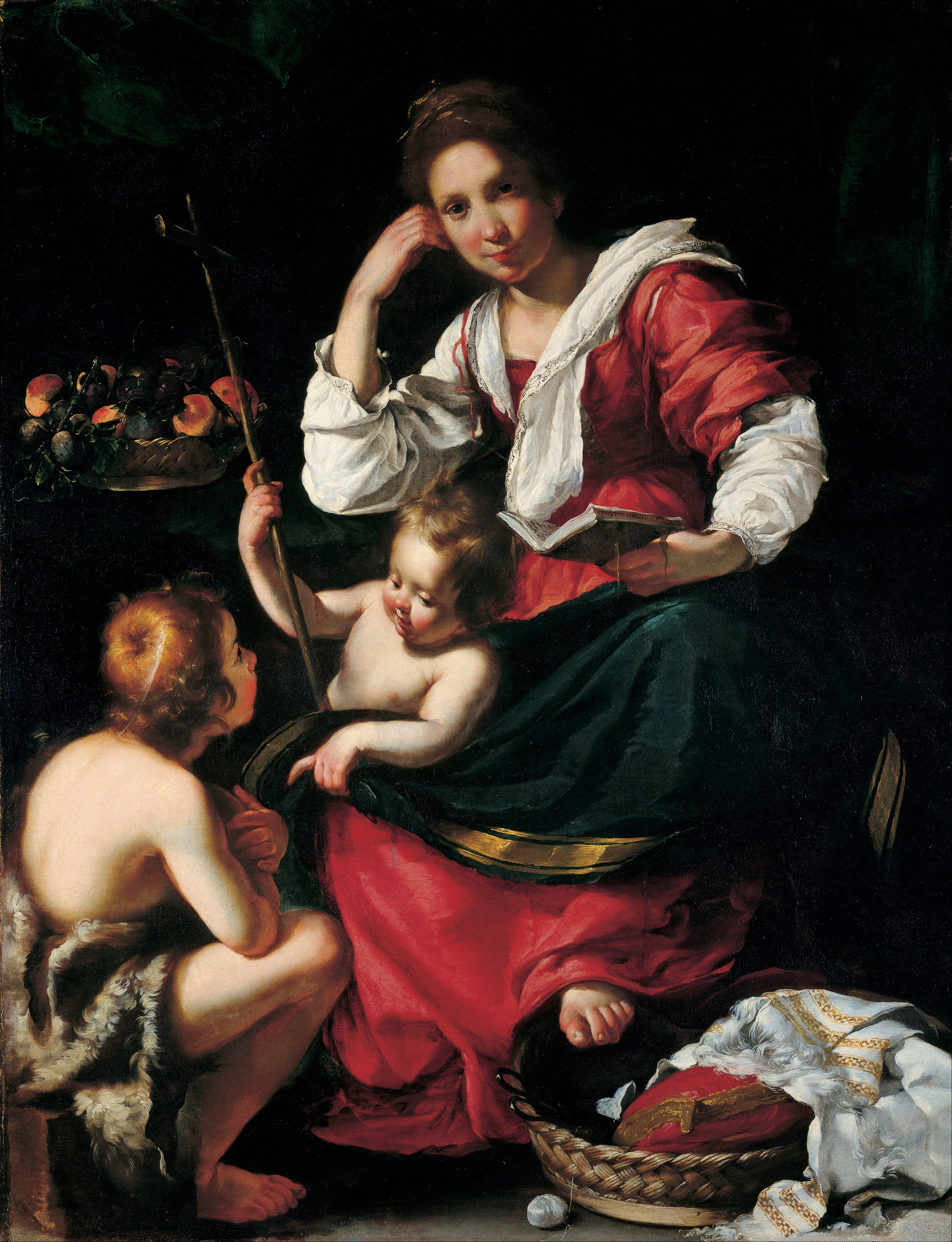
Madonna col Bambino e san Giovannino
Genova, Palazzo Rosso

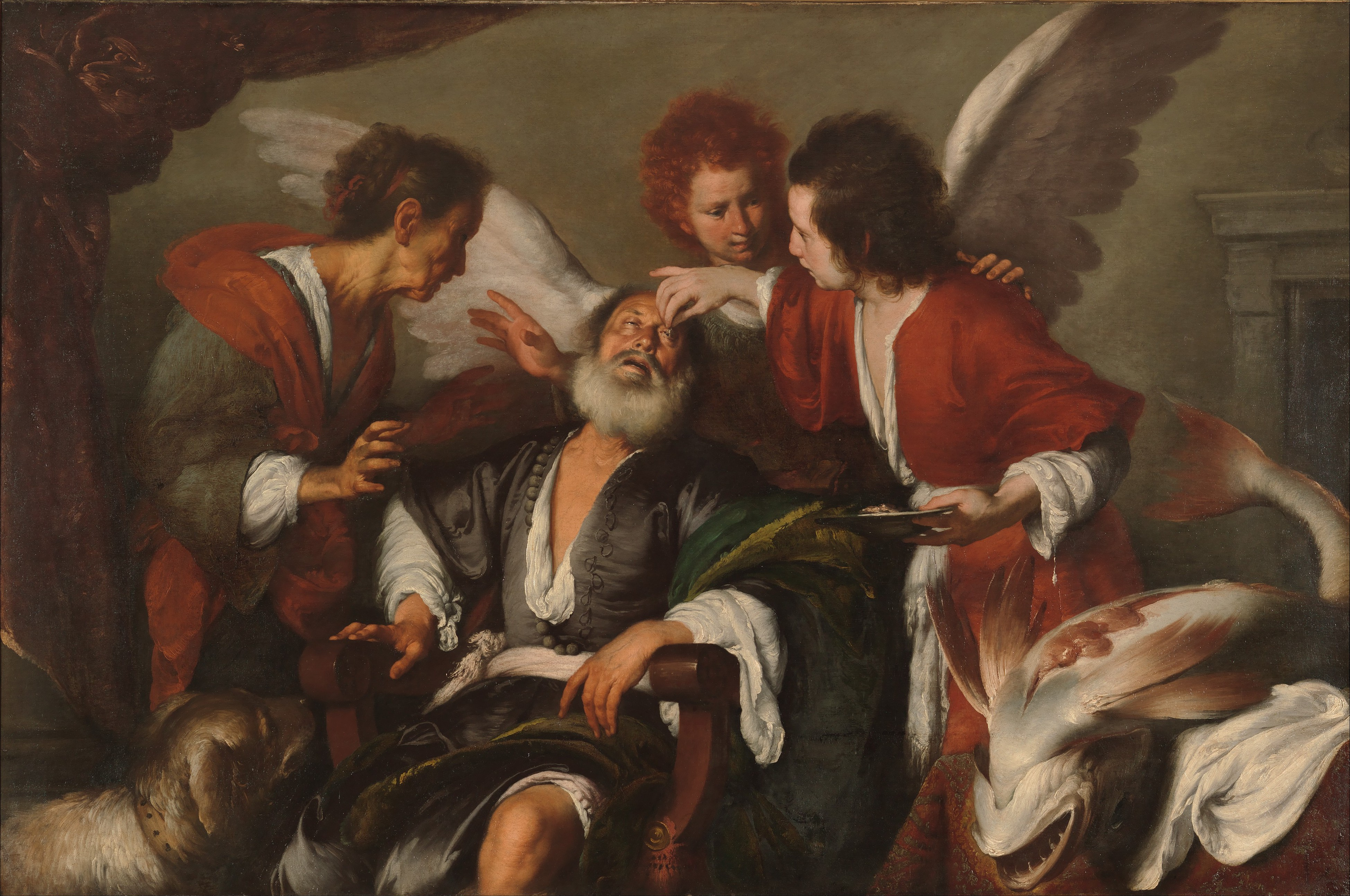
Tobia cura la cecità di suo padre
New York, Metropolitan Museum of Art

Successivamente lo stile del pittore si allontanò progressivamente dal manierismo avvicinandosi alla corrente naturalistica tipica di Caravaggio. Mentre taluni critici ipotizzano un viaggio a Roma del pittore, è possibile che si sia basato sulle copie delle opere di Caravaggio, oltre che sui pittori caravaggeschi presenti a Genova quali Orazio Gentileschi. Di questa fase sono notevoli esempi l'Incredulità di San Tommaso (1621 ca) e la Madonna col Bambino e san Giovannino di Palazzo Rosso, così come la Vocazione di san Matteo del Worcester Art Museum. Nella composizione dei due episodi evangelici, con san Tommaso che infila il dito nel costato di Cristo, e il ragazzo in primo piano che conta le monete nella Vocazione, così come nella canestra di frutta della Madonna con il bambino, le citazioni Caravaggesche dell'Incredulità di san Tommaso, della Vocazione della Cappella Contarelli e della Canestra dell'Ambrosiana sono quasi letterali, anche se la resa pittorica morbida e delicata e i colori scintillanti richiamano maggiormente Rubens e Van Dyck, presenti a Genova in quegli anni.
Inoltre, come spesso accadde a Caravaggio, anche Strozzi fu spesso oggetto di critiche moralistiche ai suoi dipinti. È il caso ad esempio della sopracitata Madonna di Palazzo Rosso, rappresentata con un abito sgualcito e scollato, un piede nudo appoggiato su una cesta da cucito, e lo sguardo sfrontatamente diretto verso lo spettatore, che ancora nella guida ottocentesca dell'Alizeri era definita "rappresentanza ignobile, sembiante e atti volgari". L'accusa era tanto più infamante stante la sua condizione di prelato, come infatti si firma sulla stessa tela: "Presbyter Bernardus Strozzius".
Una delle opere più fortunate di questi anni è il Tobia che cura il padre, di cui Strozzi eseguì tre versioni con la medesima composizione e poche varianti, oggi conservate al Prado di Madrid, all'Hermitage di Pietroburgo e al Metropolitan Museum di New York. Anche qui ai brani di intenso naturalismo caravaggesco quali il ritratto dell'anziana madre e il cane, si affiancano i cromatismi caldi e squillanti di Rubens. L'acceso contrasto luministico tipico di Caravaggio si nota anche nella pala con il Miracolo di San Diego di Alcalá (1625 ca.) dipinta per i frati minori della Santissima Annunziata di Levanto, dove le figure dei pellegrini inginocchiati sono memori della Madonna dei Pellegrini.

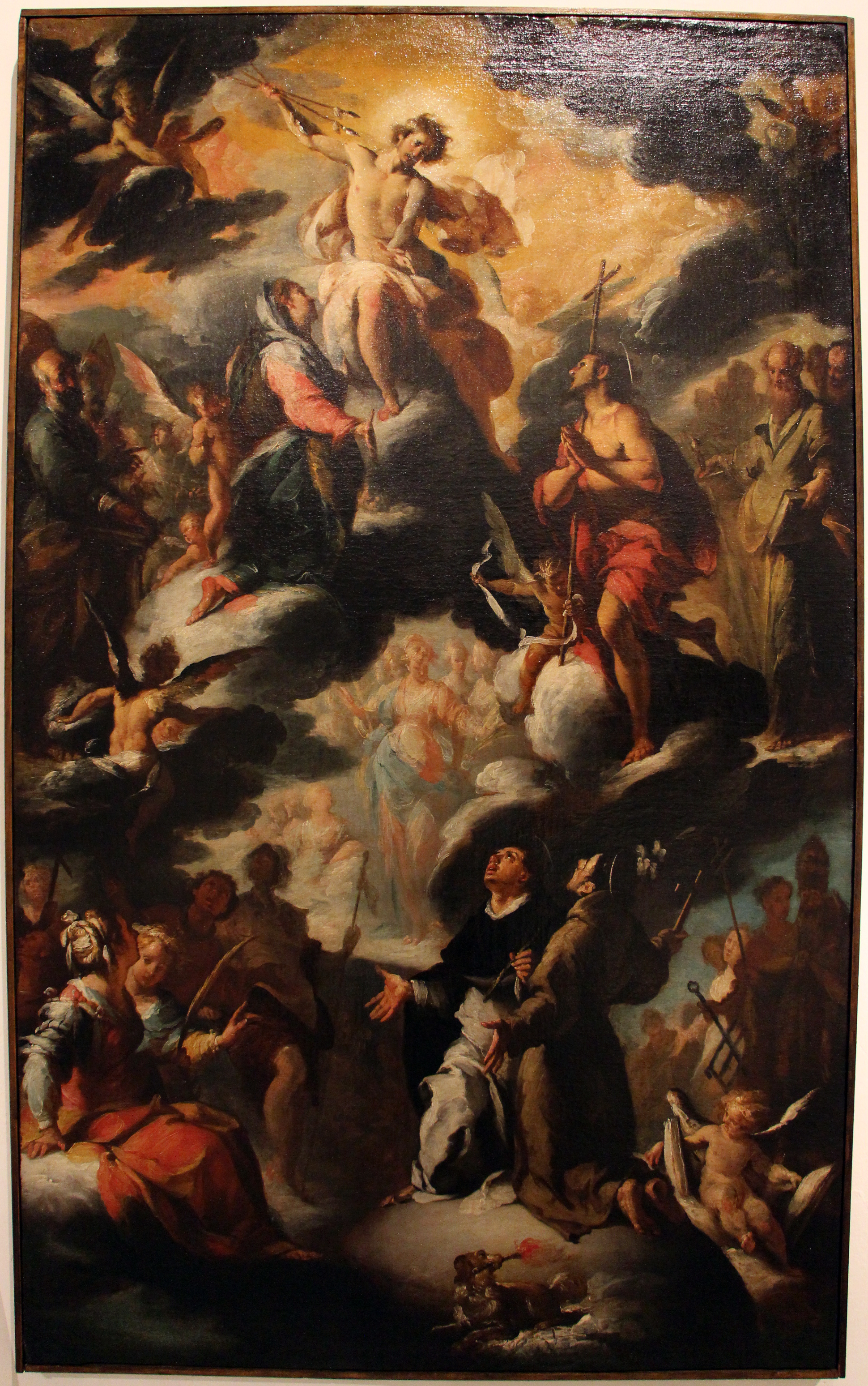
Visione di san Domenico, 1620 ca., Accademia Ligustica

### Il patrocinio di Giovan Carlo Doria

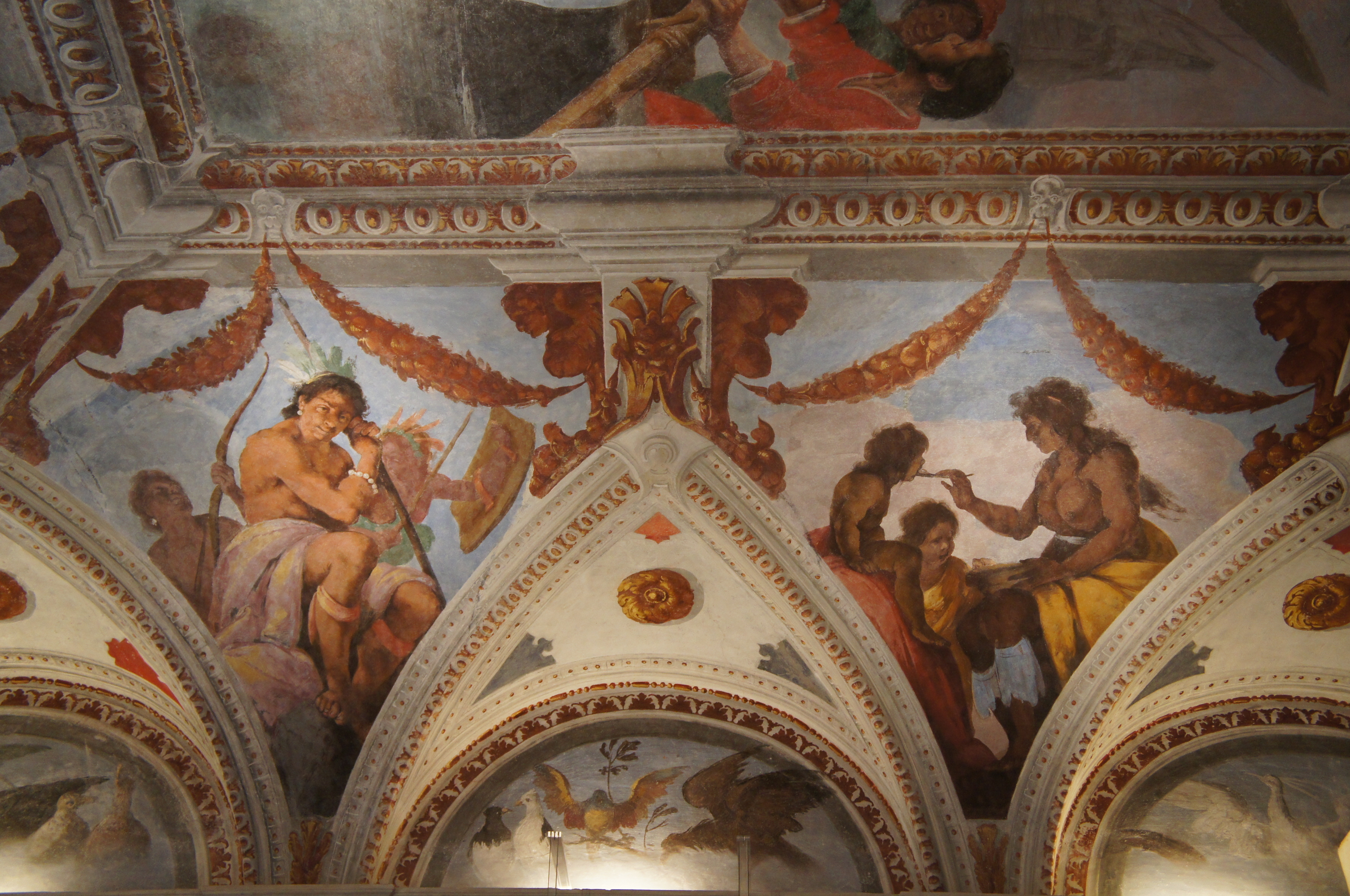
Volta dell'Allegoria della Fede, particolare, Genova, Palazzo Nicolosio Lomellino

Negli anni venti del Seicento ottenne l'apprezzamento e la protezione dei due cugini Giovan Stefano e Giovan Carlo Doria, esponenti della famiglia più ricca e influente della Genova del tempo. Strozzi ebbe così accesso alla sterminata collezione pittorica di Giovan Carlo Doria, che comprendeva opere di Van Dyck, Rubens quali il Ritratto di Giovanni Carlo Doria a cavallo, e decine di opere dell'emiliano Giulio Cesare Procaccini, che divennero fra i suoi modelli più importanti. Dopo avergli affidato la decorazione ad affresco di una delle sale del palazzo (il Trionfo di Davide, affrescato sulla volta di una sala del palazzo di Branca Doria di piazza san Matteo, e noto attraverso fotografie), i cugini Doria affidarono al cappuccino una commissione di enorme prestigio, la decorazione ad affresco dell'abside della chiesa di san Domenico. Di quest'opera di grande impegno, completamente distrutta con l'abbattimento del convento per l'apertura di Piazza De Ferrari nell'Ottocento, sopravvivono oggi all'Accademia ligustica un piccolo frammento con la testa del Battista e il bozzetto preparatorio, con la Visione di san Domenico. Da questo bozzetto si può vedere come venga qui abbandonato il naturalismo di matrice caravaggesca verso la ricerca di forme aggraziate ed eleganti, cromie cangianti e tocchi di luce di matrice emiliana.
A questa impresa seguirono, su committenza della famiglia Centurione, le decorazioni a fresco della villa di Sampierdarena e del palazzo di strada nuova. Nel 1623 Filippo Centurione commissionò gli affreschi di tre sale del piano nobile della villa, oggi nota con il nome di Carpaneto, con episodi della storia romana: “Enea e Didone nell’antro”, “Orazio Coclite sul ponte Sublicio contro gli Etruschi” e “Curzio Rufo che precipita nella voragine”. La collocazione delle scene, entro riquadri contornati da grottesche, rimanda alla consolidata tradizione manierista ancora in voga. Più innovativa è la concezione della decorazione eseguita successivamente, nel palazzo oggi noto come Palazzo Nicolosio Lomellino, dove Strozzi realizzò l'Allegoria della Fede e altri affreschi rimasti incompiuti per una lite con il committente, Luigi Centurione, riscoperti all'inizio degli anni duemila dopo secoli di oblio. L'allegoria della fede che sbarca nelle Americhe, rappresentata al centro del soffitto, è attorniata da lunette ove sono rappresentati con vivo realismo gli indios intenti nelle attività quotidiane, e numerosi uccelli esotici dai vividi colori, rifiniti sull'intonaco con pennellate a secco, secondo la raffinata tecnica già usata un secolo prima da Perin del Vaga nella Villa del Principe.
Strozzi era ormai divenuto titolare di un'avviata bottega pittorica a Genova, presso gli orti di sant'Andrea. Di questi anni sono anche alcune delle più celebri scene di genere, quali La cuoca e il Pifferaio di Palazzo Rosso. La cuoca rappresenta in realtà una sguattera (il titolo è moderno) che spenna della selvaggina nella cucina di una dimora patrizia, riconoscibile dalla sontuosa brocca d'argento da parata. Come per il Pifferaio coniuga un'iconografia tipicamente fiamminga nella scelta del soggetto, con una rappresentazione caravaggesca nell'uso della luce che mette in risalto gli oggetti sul fondo scuro. La fortuna dell'opera rimasta per secoli nella collezione Brignole Sale è confermata dalla replica eseguita dal pittore in tarda età, oggi alla National Gallery of Scotland.

### La fuga a Venezia

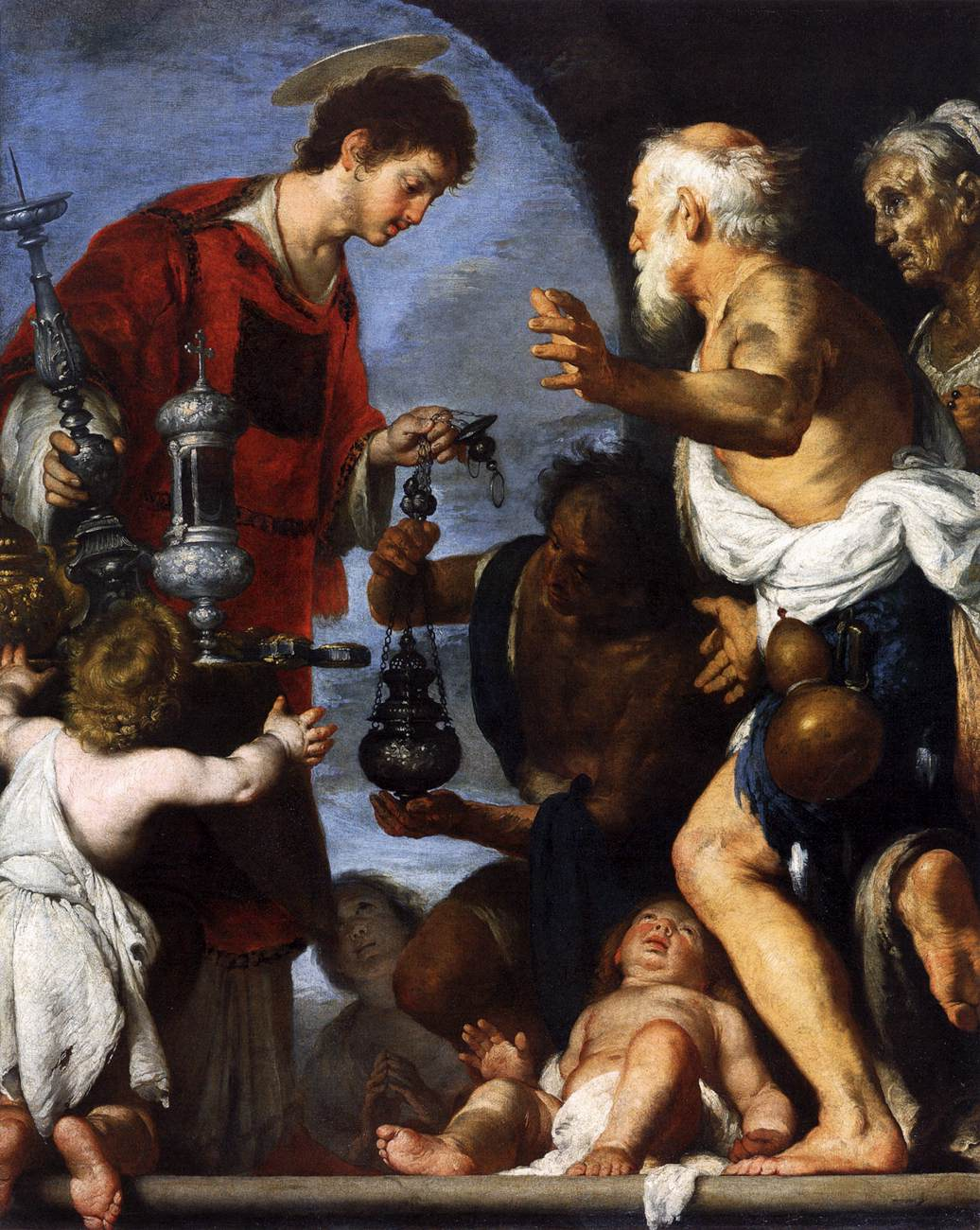
Carità di San Lorenzo
Venezia, chiesa di San Nicola da Tolentino

Dopo la morte del suo protettore Giovan Carlo Doria, nel 1625 fu accusato davanti al Tribunale Ecclesiastico di pratica illegale della pittura, di lucrare sulla vendita di quadri e dipingere anche soggetti profani, attività incompatibile con la sua condizione di sacerdote.

Quando sua madre morì, intorno al 1630, venuto meno il motivo per cui gli era stato concesso di abbandonare il clero regolare, Strozzi fu costretto da un'ordinanza giudiziaria, dopo un breve periodo di reclusione, a rientrare nell'ordine dei Cappuccini.

Per evitare il confino in monastero, decise così di cercare asilo nella Repubblica di Venezia, maggiormente tollerante, dove, dopo una fuga precipitosa dal convento, si trasferì definitivamente. Qui venne soprannominato il Prete genovese.
La notevole fama, velocemente acquisita nella nuova città grazie agli importanti ritratti del cardinale Federico Corner e del doge Francesco Erizzo, gli permise di ottenere velocemente importanti commissioni quali il tondo con l'Allegoria della scultura per il soffitto della libreria marciana, la Parabola del convitato a nozze (1630) per l'ospedale degli Incurabili, di cui oggi sopravvivono il bozzetto e frammenti, e la pala d'altare con san Sebastiano per la chiesa di san Benedetto, ancora in loco.

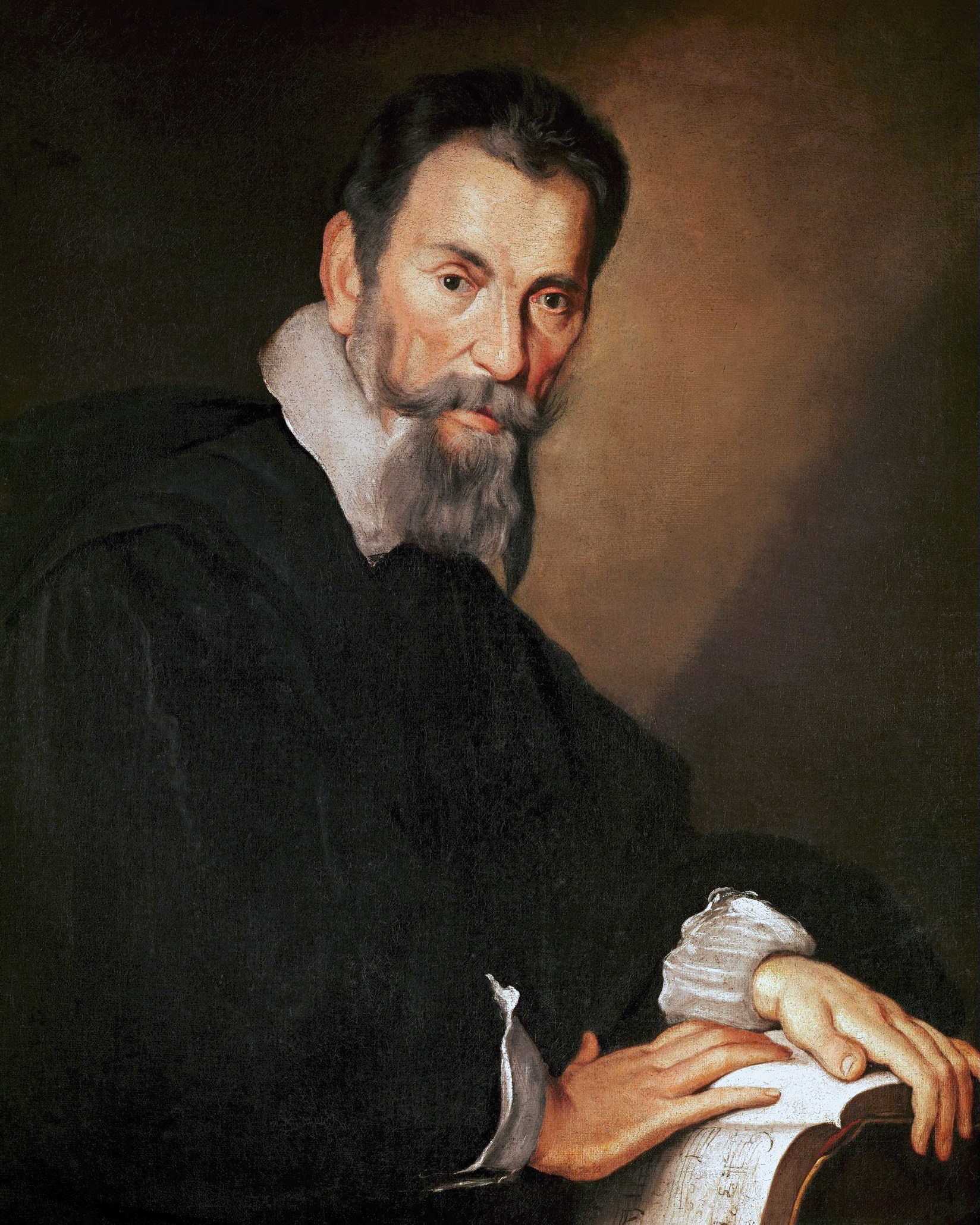
Ritratto del compositore Claudio Monteverdi, 1640
Venezia, Galleria dell'Accademia

Nel terzo decennio del Seicento, quando si trova a Venezia, Strozzi continua a sintetizzare un proprio stile personale che fonde disparate influenze, incluse quelle derivate da Rubens e da Veronese. La predilezione del pittore per il Veronese era evidente già nella tela con la Cena in casa di Simone, dipinto per la chiesa genovese di santa Maria in Passione, e oggi alle gallerie dell'Accademia di Venezia, evidentemente tratta dallo stesso soggetto dipinto da Paolo Caliari nel Cinquecento.
L'influenza dell'arte veneziana derivata dai caravaggisti (come Jan Lys, morto nel 1629 e Domenico Fetti, morto nel 1623) è maggiormente ravvisabile nei successivi lavori contrassegnati da uno stile più morbido e apprezzato dai mecenati veneti. In particolare, appartengono al periodo, i dipinti Giuseppe interpreta i sogni dei prigionieri (Collezione Pallavicino), Cristo consegna le chiavi del Paradiso a San Pietro, Carità di San Lorenzo (Venezia, chiesa di San Nicola da Tolentino) e la Personificazione della Fama (1635-1636).
Quest'ultimo dipinto, acquisito dalla National Gallery nel 1961 e ivi catalogato come An allegory of fame, è l'immagine allegorica della fama, una ragazza che stringe una tromba dorata nella mano sinistra mentre con la destra ne tiene una più grande, di vile metallo o forse di legno, volendo indicare con ciò probabilmente l'ambiguità della fama.
Strozzi - che fu anche influenzato nella sua tecnica pittorica da Diego Velázquez, in visita a Genova fra il 1629 e il 1630 - vide consolidare la sua notorietà dopo che gli venne commissionato un ritratto del compositore Claudio Monteverdi. Diversi furono i dipinti da lui realizzati raffiguranti notabili veneziani (Giovanni Grimani, il cardinale Federico Corner, il doge Francesco Erizzo, ecc.).
Suoi discepoli sono stati, negli anni genovesi, Giovanni Andrea De Ferrari (1598-1669) e Antonio Travi (1609-1665), e negli anni veneziani, Ermanno Stroiffi (la sua tela Bacco ed Arianna si trova nel Museo civico Amedeo Lia a La Spezia) e altri ignoti.

## Opere
Opere di Strozzi sono conservate, oltre che alla Galleria di Palazzo Rosso di Genova e in chiese e musei di Venezia, in musei di tutto il mondo, fra cui l'Ermitage di San Pietroburgo, il Museo di belle arti di Chambéry, l'Alte Pinakothek di Monaco di Baviera, il Kunsthistorisches Museum di Vienna, il museo Magyar Szépmüvészeti di Budapest, la National Gallery a Londra. In Spagna si trovano, in particolare, La Veronica e Tobia cura il padre cieco, custoditi al Museo del Prado, e Santa Cecilia, custodito al Museo Thyssen-Bornemisza.
- Vecchia allo specchio (1615 c.), olio su tela, Mosca, Museo Puškin.
- Compianto su Cristo morto (1615-1617), olio su tela, Genova, Accademia ligustica di belle arti.
- Adorazione dei pastori (1615-1618), olio su tela, Baltimora, Walters Art Museum.
- Carità di san Lorenzo (1615-1620), olio su tela, Roma, Galleria nazionale d'arte antica di Palazzo Barberini.
- Estasi di San Francesco Saverio (1618-1620), olio su cuoio, Roma, collezione privata.
- Madonna col Bambino e san Giovannino (1620 c.), olio su tela, Genova, Musei di Strada Nuova - Palazzo Rosso.
- Santa Cecilia (1620-1625), olio su tela, Kansas City, Nelson-Atkins Museum of Art.
- Il pifferaio (1624 c.), olio su tela, Genova, Musei di strada Nuova - Palazzo Rosso
- San Giovanni Battista (1625), olio su tela, Genova, Accademia ligustica di belle arti.
- La cuoca (1625 c.), olio su tela, Genova, Musei di strada Nuova - Palazzo Rosso.
- Il miracolo di san Diego d'Alcalà (1625), olio su tela, Levanto, chiesa della Santissima Annunziata.
- Sant'Agostino lava i piedi a Cristo (1629), olio su tela, Genova, Accademia ligustica di belle arti.
- Ritratto di un Cavaliere di Malta (1629 circa), olio su tela, Milano, Pinacoteca di Brera.
- Il profeta Elia e la vedova di Sarepta (1630 circa), olio su tela, Vienna, Kunsthistorisches Museum.
- Il Beato Salvatore da Horta benedice gli infermi (1630 circa), olio su tela, Novi Ligure, Collezione Civica.
- Il doge Francesco Erizzo (1635), olio su tela, Venezia, Gallerie dell'Accademia.
- Benedizione di Giacobbe (1640 c.), olio su tela, Pisa, Museo nazionale di palazzo Reale.
- Santa Lucia, olio su tela, Pisa, Museo nazionale di palazzo Reale.
- San Francesco, Campagnola Cremasca, chiesa parrocchiale.
- Curzio Rufo che si getta nella voragine, affresco, Genova - San Pier d'Arena, Villa Centurione Carpaneto.[25]
- Orazio Coclite contro gli etruschi di Porsenna difende il ponte Sublicio, affresco, Genova - San Pier d'Arena, Villa Centurione Carpaneto.
- Enea e Didone nell’antro, affresco, Genova - San Pier d'Arena, Villa Centurione Carpaneto.
- Madonna col Bambino e i santi Pietro, Bartolomeo, Simone, Antonio Abate e i committenti, olio su tela, Ledro (TN), chiesa dei Santi Pietro e Paolo di Tiarno di Sopra.